# Aoniman
Aoniman ist ein Ort im südlichen Teil des pazifischen Archipels der Gilbertinseln nahe dem Äquator im Staat Kiribati mit einer Landfläche von 0,29 km². 2020 wurden 156 Einwohner gezählt.

## Geographie
Aoniman liegt zwischen Autukia und Rongorongo auf der Innenseite des Ostsaums des Atolls von Beru an der Nuka-Lagune. Im Ort gibt es das Aoniman Maneaba, ein traditionelles Versammlungshaus.

## Klima
Das Klima ist tropisch heiß, wird jedoch von ständig wehenden Winden gemäßigt. Ebenso wie die anderen Orte der südlichen Gilbertinseln wird Aoniman gelegentlich von Zyklonen heimgesucht.